# Montaimont
Montaimont é uma comuna francesa na região administrativa de Auvérnia-Ródano-Alpes, no departamento de Saboia. Estende-se por uma área de 28,35 km². Em 2010 a comuna tinha 160 habitantes (densidade: 5,6 hab./km²).